# David Flusser
David Flusser (15. září 1917 Vídeň – 15. září 2000 Jeruzalém), působil jako profesor dějin judaismu na Hebrejské univerzitě v Jeruzalémě, kde se vypracoval na předního znalce židovství doby přelomu letopočtu, s tím související problematiky svitků od Mrtvého moře a spisů rabínské literatury.

## Biografie
Pocházel z asimilované židovské rodiny, která pobývala v Příbrami. Je bratrancem významného českého filozofa Viléma Flussera. Svá univerzitní studia absolvoval v Praze, kde vystudoval klasickou filologii. Dvakrát musel opustit Československo – nejprve v roce 1939, kdy před nacistickou okupací našel dočasný azyl v mandátní Palestině, a podruhé v roce 1950, kdy prchl před zvůlí komunistického režimu.

## Vědecká činnost
Během svých pražských studií navázal kontakt s křesťany, což ho přivedlo k tomu, že se nejen začal zabývat počátky křesťanství, ale zároveň začal nacházet cestu k ortodoxnímu judaismu. Jeho jazykové schopnosti a filologické vzdělání mu umožnily průkopnickou kritickou práci s dobovou křesťanskou a židovskou literaturou. Založil Jeruzalémskou školu synoptických studií, jejímž cílem je zkoumat dějinná fakta týkající se historického Ježíše.

## Literární díla
- 1958 The Dead Sea Sect and Pre-Pauline Christianity (anglicky).
- 1968 Jesus, Hamburg: Rovohlt Taschenbuch Verlag (německy); kniha přeložena do více než deseti jazyků, pod názvem „Ježíš“ přeložena též do češtiny (Praha: OIKOYMENH, 2002).
- 1988 Judaism and the Origins of Christianity, Jeruzalém (anglicky).
- 1994 Das essenische Abenteuer. Die jüdische Gemeinde vom Toten Meer, Auffäligkeiten bei Jesus, Paulus, Didache und Martin Buber, Winterthur: Cardun Verlag (německy); kniha pod názvem „Esejské dobrodružství“ přeložena do češtiny (Praha, OIKOYMENH, 1999).